# الدمنه (الضالع)
الدمنه هي إحدى قرى الجمهورية اليمنية. وهي تتبع جغرافيًا لمحافظة الضالع. وإداريًا لمديرية الحشاء. يبلغ تعداد سكانها 2196 نسمة حسب الإحصاء الذي جرى عام 2004.